# Менсфілд Таун
«Менсфілд Таун» (англ. «Mansfield Town Football Club») — англійський футбольний клуб з Менсфілда. Заснований 1897 року під назвою «Менсфілд Веслієнс» (англ. «Mansfield Wesleyans»), 1906 року був перейменований у «Менсфілд Веслі» (англ. «Mansfield Wesley»), 1910 року отримав нинішню назву. Домашні матчі проводить на стадіоні «Філд Мілл», що вміщує 9 186 глядачів.

## Досягнення
- Чемпіон Третього дивізіону Футбольної ліги: 1976–1977[2]
- Чемпіон Четвертого дивізіону Футбольної ліги: 1974–75[2]
- Чемпіон Національної Конференції: 2012–2013[2]